# آيت اشعى أواغلي (سيدي يحيى أو يوسف)
آيت اشعى أواغلي هو دُوَّار يقع بجماعة سيدي يحيى أو يوسف، إقليم ميدلت، جهة درعة تافيلالت في المملكة المغربية. ينتمي الدوّار لمشيخة سيدي يحيى أو يوسف التي تضم 4 دواوير. يقدر عدد سكانه بـ 443 نسمة حسب الإحصاء الرسمي للسكان والسكنى لسنة 2004.

## وصلات خارجية
- البوابة الوطنية للجماعات الترابية
- المندوبية السامية للتخطيط